# Segona expedició de Tamerlà a Coràsmia
La segona expedició de Tamerlà a Coràsmia (1372) fou una campanya militar de Tamerlà contra el rebel Yusuf Sufi, senyor de Coràsmia.
Sultan o Shah Mahmud, fill de Kai Khusraw Khuttalani, havia abandonat Samarcanda per ordre del seu pare que conspirava contra Tamerlà, i s'havia dirigit (1371) acompanyat d'Abu Ishaq, fill de Khidr Yasauri, i Hajji Mahmudshah Bukhari, a la cort de Coràsmia; allí van aconseguir convèncer a Yusuf Sufi de continuar la rebel·lió del seu germà Husayn Sufi (mort el 1371). Al final de la tardor de 1371 Yusuf va reocupar Kath confiant en les promeses que li feien el fill de Kay Khusraw i els altres conspiradors. Els agents de Jahangir ibn Timur al regne de Coràsmia foren expulsats i els corasmis van tornar a la rebel·lió 
L'any 1372 Timur va reunir les seves tropes prop de Karshi (Nakhab) i de Xahrisabz, i va sortir de Samarcanda amb l'excusa d'una cacera però decidit a fer una incursió a territori de Coràsmia per venjar-se de Yusuf Sufi. A la plana de Karshi va convocar una assemblea de nobles i religiosos on va fer comparèixer a Ky Khuseru; aleshores va exhibir el tractat secret d'aquest amb Yusuf Sufi; Ky Khuseru es va veure descobert i va confessar i va acceptar el càstig que li fos dictat; fou privat del comandament de l'Horda Khuttalani que fou donat a Muhammad Mirak (o Mirka), fill de Shir Bahram, de l'altra branca familiar amb la que justament existia una gran enemistat; a Muhammad també li va entregar a Ky Khuseru perquè fes amb ell el que volgués. Després es va dirigir a Coràsmia passant el desert.
Yusuf Sufi, assabentat de la sort del seu aliat i de l'arribada de Timur, va enviar un ambaixador a pregar als caps i a Jahangir ibn Timur a intercedir pel seu perdó. També va enviar a la seva neboda, Khan Zade, amb una comitiva i regals (or, gemes, pells fines, setinats, tapissos ornats, i fins i tot un tron daurat), per a ser confiada a Jahangir. Khan Zade era molt expressiva i va demanar el perdó pel seu oncle a Timur. Aquest va accedir i va confiar el regne de Coràsmia a Jahangir ibn Timur però Yusuf Sufi l'administraria per delegació, tornant després a Samarcanda. Amir Yadghar Barles (descendent de Lala, fill de Karaxar Noyan), Daud Dughlat i l'amir Oljeitu Apardi foren els encarregats de portar la núvia Khan Zade a Samarcanda on fou rebuda per les principals dones de la família timúrida entrant amb tot honor i pompa. Després es va celebrar la cerimònia nupcial en presència dels sayyids i ulemes. D'aquesta manera es va estendre el domini de Timur a la zona que no havia estat governada anteriorment per Qazaghan; els jalayirs occidentals es van reunir als seus parents jalayirs situats a l'ulus de Txagatai i al Mogolistan.